# Ronde van Drenthe 2019
De 57e editie (voor mannen) van de wielerwedstrijd Ronde van Drenthe werd gehouden op 17 maart 2019. De start vond plaats in Zuidwolde en de finish in Hoogeveen. De wedstrijd maakte deel uit van de UCI Europe Tour 2019, in de categorie 1.1. Titelhouder was de Tsjech František Sisr. De overwinning ging naar de Nederlander Pim Ligthart.

## Mannen

### Uitslag
| Plaats  | Naam              | Ploeg                      | Tijd     |
| ------- | ----------------- | -------------------------- | -------- |
| Winnaar | Pim Ligthart      | Direct Energie             | 5u15'49" |
| 2       | Robbert de Greef  | Alecto Cycling Team        | +03"     |
| 3       | Nicola Bagioli    | Nippo-Vini Fantini-Faizanè | +38"     |
| 4       | Emīls Liepiņš     | Wallonie-Bruxelles         | +39"     |
| 5       | Hugo Hofstetter   | Cofidis Solutions Crédits  | +41"     |
| 6       | Aksel Nõmmela     | Wallonie-Bruxelles         | z.t.     |
| 7       | Edward Planckaert | Sport Vlaanderen-Baloise   | z.t.     |
| 8       | Pawel Bernas      | CCC Team                   | z.t.     |
| 9       | Marco Canola      | Nippo-Vini Fantini-Faizanè | z.t.     |
| 10      | Michael Gogl      | Trek-Segafredo             | z.t.     |

## Vrouwen
De wedstrijd voor vrouwen was aan de 21e editie toe. Net als de jaren ervoor, maakte de Ronde van Drenthe ook in 2019 deel uit van de Women's World Tour. De start vond plaats in Zuidwolde en de finish in Hoogeveen. Titelverdedigster was de Nederlandse Amy Pieters. Ze werd opgevolgd door de Italiaanse Europees kampioene Marta Bastianelli; zij nam ook de leiding over in de World Tour.

### Deelnemende ploegen
| UCI Women's Teams                  | UCI Women's Teams    | Nationale selectie |
| ---------------------------------- | -------------------- | ------------------ |
| Alé Cipollini                      | Lotto Soudal Ladies  | Nederland          |
| Biehler Pro Cycling                | Mitchelton-Scott     |                    |
| Bigla                              | Movistar Team        |                    |
| Bizkaia-Durango                    | Parkhotel Valkenburg |                    |
| Boels Dolmans                      | Team Sunweb          |                    |
| Canyon-SRAM                        | Team Tibco           |                    |
| CCC-Liv                            | Team Virtu           |                    |
| FDJ Nouvelle-Aquitaine Futuroscope | Trek-Segafredo       |                    |
| Health Mate-Cyclelive              | Valcar-Cylance       |                    |
| Hitec Products                     | WNT-Rotor            |                    |

### Uitslag
| Plaats  | Naam                      | Ploeg               | Tijd     |
| ------- | ------------------------- | ------------------- | -------- |
| Winnaar | Marta Bastianelli         | Team Virtu          | 4u24'14" |
| 2       | Chantal Blaak             | Boels Dolmans       | z.t.     |
| 3       | Ellen van Dijk            | Team Sunweb         | z.t.     |
| 4       | Amy Pieters               | Boels Dolmans       | + 20"    |
| 5       | Lotte Kopecky             | Lotto Soudal Ladies | z.t.     |
| 6       | Amalie Dideriksen         | Boels Dolmans       | z.t.     |
| 7       | Floortje Mackaij          | Team Sunweb         | z.t.     |
| 8       | Kirsten Wild              | WNT-Rotor           | z.t.     |
| 9       | Romy Kasper               | Alé Cipollini       | z.t.     |
| 10      | Jip van den Bos           | Boels Dolmans       | z.t.     |
| 11      | Marianne Vos              | CCC-Liv             | + 36"    |
| 12      | Lucinda Brand             | Team Sunweb         | + 37"    |
| 13      | Tiffany Cromwell          | Canyon-SRAM         | + 43"    |
| 14      | Sarah Roy                 | Mitchelton-Scott    | + 1'15"  |
| 15      | Chloe Hosking             | Alé Cipollini       | + 1'18"  |
| 16      | Alice Barnes              | Canyon-SRAM         | z.t.     |
| 17      | Maria Giulia Confalonieri | Valcar-Cylance      | z.t.     |
| 18      | Lotta Lepistö             | Trek-Segafredo      | z.t.     |
| 19      | Alexis Ryan               | Canyon-SRAM         | z.t.     |
| 20      | Małgorzata Jasińska       | Movistar Team       | z.t.     |

1960 · 1961 · 1962 · 1963 · 1964 · 1965 · 1966 · 1967 · 1968 · 1969 · 1970 · 1971 · 1972 · 1973 · 1974 · 1975 · 1976 · 1977 · 1978 · 1979 · 1980 · 1981 · 1982 · 1983 · 1984 · 1985 · 1986 · 1987 · 1988 · 1989 · 1990 · 1991 · 1992 · 1993 · 1994 · 1995 · 1996 · 1997 · 1998 · 1999 · 2000 · 2001 · 2002 · 2003 · 2004 · 2005 · 2006 · 2007 · 2008 · 2009 · 2010 · 2011 · 2012 · 2013 · 2014 · 2015 · 2016 · 2017 · 2018 · 2019 · 2020 · 2021 · 2022 · 2023 · 2024 · 2025
 Strade Bianche ·
 Ronde van Drenthe ·
 Trofeo Alfredo Binda-Comune di Cittiglio ·
 Driedaagse Brugge-De Panne ·
 Gent-Wevelgem ·
 Ronde van Vlaanderen ·
 Amstel Gold Race ·
 Waalse Pijl ·
 Luik-Bastenaken-Luik ·
 Ronde van Chongming ·
 Ronde van Californië ·
 Emakumeen Bira ·
 The Women's Tour ·
 Ronde van Italië voor vrouwen ·
 La Course by Le Tour de France ·
 RideLondon Classic ·
 Open de Suède Vårgårda ·
 Ronde van Noorwegen ·
 Bretagne Classic ·
 Boels Rental Ladies Tour ·
 La Madrid Challenge by La Vuelta ·
 Ronde van Guangxi